# Planty (Stargard)
Planty v polském městě Stargard (Západopomořanské vojvodství) jsou souborem parků obklopujících centrum zvané Stare Miasto. Měří celkem 3,15 km při rozloze 24,5 ha.
Planty vznikly v 18. století na místě, které zůstalo po zboření bývalých městských hradeb. Východní částí Plant protéká řeka. V roce 2005 vznikla turistická cesta „Stargard-Klenot Pomoří“, která vede po okruhu Plant.
Planty se skládají z těchto 6 částí:
- Park Chrobrego
- Park Zamkowy
- Park Jagielloński
- Park Popiela
- Park Piastowski
- Skwer Ojca Świętego Jana Pawła II (sady Svatého Otce Jana Pavla II.)